# Аулієагаш (Панфіловський район)
Аулієага́ш (каз. Әулиеағаш) — село у складі Панфіловського району Жетисуської області Казахстану. Адміністративний центр Улкенагаський сільського округу.
У радянські часи село називалось Улькенагаш.
Населення — 2645 осіб (2021; 2959 у 2009, 2763 у 1999, 2661 у 1989).